# 싼깜팽군
싼깜팽군(태국어: สันกำแพง)은 타이 북부 치앙마이 주의 군(암프)이다.

## 지리
싼깜팽 군은(서쪽에서 시계방향으로) 치앙마이 주의 싸라피 군, 므앙 치앙마이, 싼싸이 군, 도이싸켓 군, 매온 군 그리고 람푼 주의 반 티 군과 닿아있다.

## 역사
이 지역은 원래 1902년에 설립된 매온 군의 일부였다. 1923년에 싼깜팽 군으로 새롭게 이름지었다.

## 문화
싼깜팽 군은 명주 공장이 많기로 유명하다. 치앙마이에서 싼캄팽으로 가는 길에는 우산으로 유명한 버쌍 마을처럼, 여행자들에게 태국 전통 공예품을 파는 수공예 상점이 많다.

## 행정
싼깜팽 군은 10개 면(땀본)이 100개의 마을(무반)로 나뉘어 있다.
| 번호 | 이름       | 태국어 이름 | 마을 수 | 인구   |
| ---- | ---------- | ----------- | ------- | ------ |
| 1.   | 싼깜팽     | สันกำแพง     | 14      | 13,686 |
| 2.   | 싸이문     | ทรายมูล      | 7       | 4,230  |
| 3.   | 롱와댕     | ร้องวัวแดง    | 11      | 5,718  |
| 4.   | 부왁캉     | บวกค้าง      | 13      | 7,851  |
| 5.   | 채창       | แช่ช้าง       | 9       | 7,585  |
| 6.   | 언따이     | ออนใต้       | 11      | 5,371  |
| 7.   | 매뿌카     | แม่ปูคา       | 9       | 5,969  |
| 8.   | 후와이싸이 | ห้วยทราย     | 8       | 6,217  |
| 9.   | 똔빠오     | ต้นเปา       | 10      | 11,006 |
| 10.  | 싼끌랑     | สันกลาง      | 8       | 6,088  |